# Simocarcinus longirostris
Simocarcinus longirostris is een krabbensoort uit de familie van de Epialtidae. De wetenschappelijke naam van de soort is voor het eerst geldig gepubliceerd in 1910 door Lenz.